# Флорисвальдо де Оливейра
Флорисвальдо де Оливейра, широко известный как «Кабо Бруно», был бразильским линчевателем, серийным убийцей и бывшим офицером военной полиции штата Сан-Паулу. Его обвиняли в более чем 50 убийствах на окраинах Сан-Паулу в 1980-е годы.
Считающийся «одним из самых противоречивых персонажей в полицейской хронике», он изначально признал эти убийства, но позже отрицал их в своих показаниях. Впервые он был арестован 22 сентября 1983 года по решению суда после обвинений в более чем 20 убийствах. Несколько свидетелей указывали на него, хотя он сознался только в одном. Спустя годы он признался примерно в 20 убийствах.
Суд освободил его после 27 лет тюремного заключения. Чуть более чем через месяц после выхода из тюрьмы он был убит 18–20 выстрелами. Его застрелили двое мужчин. 
1. ↑  В Бразилии ищут убийц экс-лидера эскадрона смерти. LIGA (28 сентября 2012). Дата обращения: 20 августа 2025.